# Сіньчиця
Сіньчиця (пол. Sińczyca, нім. Schöningswalde) — село в Польщі, у гміні Дарлово Славенського повіту Західнопоморського воєводства.
Населення — 133 особи (2011).

## Демографія
Демографічна структура станом на 31 березня 2011 року:
|          | Загалом | Допрацездатний вік | Працездатний вік | Постпрацездатний вік |
| -------- | ------- | ------------------ | ---------------- | -------------------- |
| Чоловіки | 70      | 18                 | 48               | 4                    |
| Жінки    | 63      | 16                 | 34               | 13                   |
| Разом    | 133     | 34                 | 82               | 17                   |